# 黄植诚
黄植诚（1952年1月—），男，壮族，籍貫廣西省永淳县（现广西壮族自治区横州市），生於台灣。前中華民國空軍少校，1973年作為空校优秀生毕业于中華民國空军军官学校专修班，曾驾驶过5种型号的飞机，飞行时间达2,100多小时，26岁时晋升空军少校军衔。在台湾时期历任飞行员、分队长、第五联队飞行考核官。
1981年駕F-5戰機由台灣桃園空军基地飛往中國大陆降落于福州义序机场，后历任中国人民解放军空军航空学校副校长、中华全国台湾同胞联谊会第一、二届理事、第5、6、9、10、11届的全国政协委员。最终官至中国人民解放军北京军区空军副参谋长，并于1995年晋升空军少将军衔。。

## 生平
黄植诚于1973年毕业于中华民国空军军官学校专修班。於1981年8月8日驾驶F-5F战斗机驶离台湾空軍桃園基地，飞抵福州义序机场后加入中国人民解放军。他的投共事件使中華民國國防部長高魁元請辭，並造成中華民國空軍內部的一連串整肅。
1984年，参加《中国中央电视台春节联欢晚会》，献唱歌曲《友情》。
1986年加入中国国民党革命委员会。
1995年晋升为空军少将，后被任命为北京军区空军司令部副参谋长，至2010年年初退休。
2008年，当选第十一届全国政协委员，代表中华全国台湾同胞联谊会，分入第二十四组。并担任港澳台侨委员会专委。
2012年，以中国人民解放军空军少将退伍。

### 兩岸平誠
2013年3月，黄植诚自解放軍少將職退役後，於4月至湖北咸宁、潜江等地考察，成立了两岸平诚航太投资有限公司，簡稱两岸平诚。黃稱此公司是經解放軍空軍核准成立的。該公司主要以「两岸飞行学校」、「两岸飞行休闲娱乐中心」 為投資標的，計畫吸引台灣在內的兩岸青年，「增进台湾地区青年对祖国的认同，为促进祖国和平统一大业而不断奋斗。」

#### 台灣方面反應
- 民進黨立委蔡煌瑯、高志鵬表示，黃植誠公然投敵，還大剌剌開公司，吸收國軍將領，台灣又不乏「心中無台灣」的退將，中國大陸政府是有計畫的入侵台灣、竊取機密，國防部也必須有所作為，而非只有不痛不癢的通緝[11]。
- 2013年10月14日，時任中華民國國防部長的嚴明受訪時表示，黃植誠現在還是個通緝犯，等於是叛逃，所有處理方式至今仍一樣，沒有放鬆。已知有退將與黃互動，是在合法情況下個人接觸。國防部有很多相關規定也呼籲退將不要與黃接觸。國防部強調，效忠國家為大是大非的問題，沒有任何模糊的空間；黃植誠當初接受中華民國的栽培，應當以效忠中華民國為本務，以保國衛民為天職，但是他不能有所堅持，無法明辨是非，不僅背叛國家，更出賣自己的靈魂。資深軍方官員認為，國軍退伍前輩及袍澤應該具有「知廉恥、重氣節、講榮譽」的愛國忠貞思想，不會受到黃植誠的誤導及影響。[12][11][13]

#### 被黃植誠列名「顧問」的台灣人士
1. 袁昶平（「金錢豹酒店」[註 1]創辦人及董事長）：透過友人堅決否認。
2. 張國政（前中華民國交通部民航局長，被列名「台灣地區榮譽校長」）：去年以前確曾與黃談及合作設立飛行學校，但並無結果也沒有定案，不知為什麼黃就片面將他列為榮譽校長；對於國籍被列為「中國台灣」，張稱「會進一步了解」。
3. 王文周（前空軍官校校長，被列名「榮譽戰略顧問」）：與黃根本沒有合作關係，黃植誠做此動作，事先並不知情，也絕對不會同意，對於國籍被標註為「中國台灣人士」，更明確表達不滿。

此外，另有多位在華航、遠航等台灣航空公司任職機師的空軍退役校級軍官，也被黃植誠列名為兩岸飛行學校的飛行教官，國籍全數被標註為「中國台灣人士」，相關當事人對此事也感到不解，表示會透過管道要求黃植誠解釋。
消息經台灣媒體披露後，兩岸平誠公司網站已將顧問網頁緊急撤除，但袁昶平仍列入董事。另，谢耕野、刘祖慈、洪贵池、夏毅敏、孙永惠、张永富、邵鹏生等人仍列為「航校骨幹」中。約一個月後，網站恢復運作，王、張、袁三人已從網站名單中撤去，其餘「中國台灣人士」繼續擔任「航校骨幹」。